# WWEブレーキング・ポイント
WWEブレーキング・ポイント(WWE Breaking Point)は、アメリカのプロレス団体WWEが主催する、プロレス興行の名称。また、同興行を扱うPPVの名称でもある。2009年に設立され、サブミッション技をメインとしたPPVである。ブレーキング・ポイント（Breaking Point）という名前はWWE Universeのファン投票によって決まったものである。

## 試合結果

### 第1回大会（2009年）WWE Breaking Point 2009
- 開催日 : 9月13日
- 開催場所 : ケベック州モントリオールのセントレ・ベル
- 観客動員数 : 11,500人
- 公式大会曲 : Lynyrd Skynyrd - Still Unbroken

- ダーク・マッチ -Dark Match-

○エヴァン・ボーン vs チャボ・ゲレロ●
- WWE統一タッグ王座戦 -Unified WWE Tag Team Championship-

○クリス・ジェリコ&ビッグ・ショー(c) vs MVP&マーク・ヘンリー●
- ユナイテッドステイツ王座戦 -WWE United States Championship-

○コフィ・キングストン(c) vs ザ・ミズ●
- サブミッション・カウント・エニウェア・マッチ -Submissions Count Anywhere Match-

○レガシー(コーディ・ローデス&テッド・デビアス) vs D-ジェネレーションX(トリプルH&ショーン・マイケルズ)●
- シンガポール・ケイン・マッチ -Singapore Cane Match-

○ケイン vs グレート・カリ● (w / ランジン・シン)
- ECW王座戦 -ECW Championship-

○クリスチャン(c) vs ウィリアム・リーガル● (w / ウラジミール・コズロフ&エゼキエル・ジャクソン)
- "アイ・クイット" マッチ形式WWE王座戦 -"I Quit" Match for the WWE Championship-

●ランディ・オートン(c) vs ジョン・シナ○
- サブミッション・マッチ形式世界ヘビー級王座戦 -Submission Match for the World Heavyweight Championship-

○CMパンク(c) vs ジ・アンダーテイカー●